# Aglaophenia alopecura
Aglaophenia alopecura är en nässeldjursart som beskrevs av Gustav Heinrich Kirchenpauer 1872. Aglaophenia alopecura ingår i släktet Aglaophenia och familjen Aglaopheniidae. Inga underarter finns listade i Catalogue of Life.